# L'Épreuve du feu de Moïse
L'Épreuve du feu de Moïse est une peinture du maître italien de la Renaissance Giorgione (1500-1501). Il est conservé au Musée des Offices à Florence.

## Description
L'œuvre est de dimensions et d'une thématique similaires à son pendant, la peinture Le Jugement de Salomon, également aux Offices, et datée des années suivant immédiatement le déménagement de Giorgione pour Venise. 
L'épisode est tiré du Talmud, et a probablement été commandé par une personne non officiellement catholique.
Le placement horizontal des personnages (isocéphalie) est similaire à celui de Giovanni Bellini dans sa Sainte Allégorie, également aux Offices, et permet au peintre de donner de l'importance au paysage. Dans son souci du détail on retrouve de façon évidente les influences de la peinture de l'Europe du Nord.